# بازمن (مریلند)
بازمن (به انگلیسی: Bozman) یک منطقهٔ مسکونی در ایالات متحده آمریکا است که در مریلند واقع شده‌است. بازمن ۲٫۱۳ متر بالاتر از سطح دریا واقع شده‌است.